# Mainichi Issho
Mainichi Issho (まいにちいっしょ, Mainichi Issho que se traduce como "Todos los días juntos") es un juego en línea de Sony Computer Entertainment, creado el 11 de noviembre de 2006 para la consola PlayStation 3 y PlayStation Portable. Se basa en la franquicia de un personaje de dibujos animados que es una mascota de SCEJ. Este juego es exclusivamente para el mercado japonés. en la PlayStation Portable, el juego fue llamado Mainichi Issho, y fue lanzado el 15 de octubre de 2008 y una secuela de la primera partida Dokodemo Issho (que fue lanzado en el PlayStation), titulado Toro de Morimori fue lanzado en la PlayStation 3 el 23 de julio de 2009.
Mainichi Issho que finalmente fue suspendida el 11 de noviembre de 2009 y sustituida por Weekly Toro Station.

## Historia
Mainichi Issho forma parte del conjunto En todas partes!, juego de la serie (Doko demo Issyo) que gira en torno al gato antropomorfo Toro Inoue. A pesar de que la franquicia en Japón es popular y conocido en el sudeste de Asia, aún no ha sido lanzado en la parte occidental. 
Mainichi Issho es el juego número 12 en la serie y se puso a disposición para su descarga gratuita en el PlayStation Store japonés en la fecha de lanzamiento de la PlayStation 3 en noviembre de 2006. Va procedido y seguido de dos juegos para móvil.

## Personajes
- Toro Inoue ( 井上トロ? ) - un gato blanco que es el personaje principal de Mainichi Issho.
- Kuro ( クロ? ) - un gato negro («kuro» significa «negro» en japonés), el mejor amigo de Toro y un rival. Apareció por primera vez en la serie en la PlayStation 2.
- Junio Mihara ( 三原ジュン? ) - un conejo rosa de Estados Unidos y Japón, también un amigo del personaje principal.
- R-Suzuki ( R ·スズキ? ) - un robot de cara metálica y un amigo de Toro.
- Ricky ( リッキー? ) - una rana verde y un amigo de Toro.
- Pierre Yamamoto ( 山本ピエール? ) - un perro franco-japonesa morena que es un francófilo y un amigo de Toro.

## Versión de PSP
Más tarde, en 2008, una versión para PSP fue lanzado en la PlayStation Store. Es como la versión de PS3, La única excepción es que se puede descargar un traje de minijuego.

## Uso a distancia
Mainichi Issho es parte de los juegos de PlayStation 3, que se pueden reproducir en la consola PlayStation Portable, a través del uso a distancia la función de Streaming. sin embargo el modo no es compatible con el uso a distancia.

## Cámara de vídeo
Desde Mainichi Issho de mayo, mes que coincide con la versión firmware 2.35 de PlayStation 3, ahora es posible grabar un video en el juego para guardarlo en el disco duro de la consola o para subirlo a YouTube.
Una característica similar al anterior, es que permite que en el juego se pueda hacer una captura de pantalla.

## Actualizaciones

### Actualizaciones de versión
Actualizaciones gratuitas de la versión (バージョン アップ, "versión") la adición de contenidos tales como los nuevos modos de juego son periódicamente, se liberan a través de una descarga en el juego automático.
- Versión 1: La versión original fue lanzada el 11 de noviembre de 2006.
- Versión 2: 12 de diciembre de 2006. Agrega archivos ToroStation y ranking Mainichi.
- Versión 3: junio de 2007 (Sin conocer).
- Versión 4: 28 de septiembre de 2007 (Sin conocer).
- Versión 5: 11 de octubre de 2007. Se agrega la función Nyavatar.[5]
- Versión 6: enero de 2008. Añade la opción de interactuar con Nyavatar y Toro en un pequeño patio afuera de su casa.
- Versión X: mayo de 2008. se puede grabar el juego y poder subirlo a Youtube, también se pueden hacer capturas de pantalla.[6]
- Versión X: 18 de septiembre de 2008. se agregan Trofeos de apoyo.[7]
- Versión X: 14 de noviembre de 2008. Modo dormir. Toro duerme en las noches.

Última versión
- Versión 7: Se pueden comprar «medallas» de una máquina grande para jugar en las máquinas arcade destacadas, que contienen diversos juegos de cosplay para jugar. Normalmente, el precio es de 2 medallas por un try.

El negocio se basa así: 
- 10 medallas (100 yenes) 60 medallas (500 yenes)

También hay máquinas con varios elementos en el interior, como los signos, figuras y estatuas de gatos. 5 medallas para uno, y que contiene varios «paneles».
En esta versión también hay un Desfile de moda. Usted puede utilizar su Nyavatar para unirse a un concurso de moda, y ser visto por otros jugadores. También puede controlar sus propios movimientos.